# 18. studenoga
18. studenoga (18. 11.) 322. je dan godine po gregorijanskom kalendaru (323. u prijestupnoj godini).
Do kraja godine imaju još 43 dana.

## Događaji
- 1095. – Papa Urban II. sazvao koncil u Clermontu kako bi razgovarao o Prvom križarskom pohodu na Svetu Zemlju.
- 1202. – Križari na poticaj mletačkog dužda Enrica Dandola osvojili, opljačkali i razorili Zadar.
- 1307. – Prema legendi, Wilhelm Tell je strijelom skinuo jabuku sa sinove glave.
- 1477. – William Caxton tiskao prvu knjigu na engleskome jeziku.
- 1493. – Kristofor Kolumbo prvi put ugledao Portoriko na čiju će obalu pristati idući dan i nazvati je San Juan Batista.
- 1664. – U lovu kod Čakovca poginuo hrvatski ban Nikola Zrinski.
- 1865. – Priča Marka Twaina "The Celebrated Jumping Frog of Calaveras County" objavljena u New Yorku.
- 1905. – Danski princ Karlo postaje kralj Haakon VII. od Norveške.
- 1909. – Dva američka ratna broda su poslana u Nikaragvu nakon što je diktator José Santos Zelaya ubio 500.
- 1918. – Latvija proglasila nezavisnost.
- 1926. – George Bernard Shaw odbija novac od Nobelove nagrade: "Mogu oprostiti Alfredu Nobelu što je izumio dinamit, ali samo je neprijatelj u ljudskoj formi mogao izumiti Nobelovu nagradu".
- 1928. – Prikazan  "Parobrod Willie", prvi posve sinkronizirani animirani film. Režirali su ga Walt Disney i Ub Iwerks, a glavni junaci su, po drugi put, bili Miki i Mini Maus.
- 1941. – Prvi sukob četnika i partizana u Hrvatskoj. Zapravo se radilo o četničkom čišćenju vlastitih redova od komunista. Zbio se u Počitelju kod Gospića 18. i 19. studenoga, dva mjeseca nakon četničke pobune 27. travnja 1941.[1]
- 1943. – Drugi svjetski rat: 440 aviona britanskog Kraljevskog zrakoplovstva je bombardiralo Berlin, uzrokovavši minimalnu štetu.
- 1959. – Premijera filma Ben-Hur Williama Wylera u New Yorku.
- 1971. – Rock sastav Led Zeppelin objavljuje neimenovani album na kojem se nalaze rock klasici poput pjesama "Rock & Roll" i "Stairway to Heaven".
- 1978. – Masovno samoubojstvo u Jonestownu (Gvajana) kojem je predvodnik bio Jim Jones; 913 mrtvih, uključujući 276 djece.
- 1982. – Duk Koo Kim neočekivano umire od ozljeda koje je pretrpio u boksačkom meču, nakon 14 rundi s Rayjom Mancinijem. Posljedica toga bio je niz reformi u boksu.
- 1987. – 31 osoba je poginula u velikom požaru King's Crossa - najprometnije postaje podzemne željeznice u Londonu.
- 1988. – Američki predsjednik Ronald Reagan potpisao zakon o smrtnoj kazni rasparčivačima droge.
- 1991. – Okupiran je hrvatski grad Vukovar. Nakon višemjesečnih teških borba, izolirane hrvatske snage su podlegle izrazito brojnijem i tehnološki opremljenijem neprijatelju. Unatoč uspjehu zauzeća grada, pobjeda se srbijanskom okupatoru pokazala Pirovom pobjedom.
- 1991. – Pobunjeni hrvatski Srbi počinili masakr u Škabrnji, pobivši 84 osobe.
- 1991. – Proglašena je Hrvatska zajednica Herceg-Bosna.
- 1996. – Požar u tunelu La Manche.
- 1998. – Alice McDermott dobila nagradu National Book Award za svoj roman "Charming Billy".
- 2002. – Inspektori za nuklearno oružje UN-a, predvođeni Hansom Blixom stižu u Irak.
- 2004. – Rusija službeno ratificirala Protokol iz Kyota.

| - 9. – Vespazijan, rimski car († 79.) - 1647. – Pierre Bayle, francuski filozof († 1706.) - 1786. – Carl Maria von Weber, njemački skladatelj († 1826.) - 1787. – Louis-Jacques Daguerre, francuski izumitelj i fotograf († 1851.) - 1832. – Adolf Erik Nordenskiöld, švedski istraživač († 1901.) - 1836. – Sir William S. Gilbert, engleski dramatičar († 1911.) - 1836. – Cesare Lombroso, talijanski psihijatar i osnivač kriminologije († 1909.) - 1839. – August Kundt, njemački fizičar († 1894.) - 1859. – Anka Krežma-Barbot, hrvatska pijanistica i pedagoginja († 1914.) - 1874. – Clarence Day, američki književnik († 1935.) - 1882. – Jacques Maritain, francuski filozof († 1973.) - 1888. – Frances Marion, američka scenaristica († 1973.) - 1897. – Patrick Blackett, engleski liječnik († 1974.) - 1898. – Antun Branko Šimić, hrvatski pjesnik i esejist († 1925.) - 1906. – Klaus Mann, njemački pisac († 1949.) - 1906. – George Wald, američki kemičar i nobelovac († 1997.) - 1907. – Compay Segundo, kubanski glazbenik († 2003.) - 1908. – Žarka Ivasić, hrvatska katolička redovnica Družbe sestara milosrdnica svetog Vinka Paulskoga u Zagrebu († 1946.) - 1909. – Johnny Mercer, američki pjesnik († 1976.) - 1923. – Alan Shepard, astronaut († 1998.) - 1939. – Margaret Atwood, kanadska književnica - 1940. – Qaboos ibn Sa’id, omanski Sultan - 1942. – Linda Evans, američka glumica - 1944. – Susan Sullivan, američka glumica - 1946. – Alan Dean Foster, američki književnik - 1948. – Jack Tatum, igrač američkog nogometa - 1953. – Alan Moore, engleski romanopisac i tvorac stripova - 1957. – Seán Mac Falls, irski pjesnik - 1960. – Kim Wilde, engleska pjevačica - 1962. – Kirk Hammett, američki gitarist - 1963. – Peter Schmeichel, danski nogometaš - 1966. – Jorge Camacho, španjolski pjesnik - 1968. – Owen Wilson, američki glumac - 1969. – Sam Cassell, američki košarkaš - 1969. – Davor Janjić, hrvatski glumac († 2022.) - 1978. – Damien Johnson, irski nogometaš - 1983. – Jon Johansen, norveški programer softwarea - 1991. – Tea Pijević, hrvatska rukometašica | - 1664. – Nikola Zrinski, hrvatski ban - 1724. – Bartolomeu de Gusmão, portugalski prirodoslovac (* 1685.) - 1886. – Chester A. Arthur, američki predsjednik (* 1829.) - 1889. – William Allingham, irski književnik - 1922. – Marcel Proust, francuski književnik (* 1871.) - 1941. – Walther Hermann Nernst, njemački kemičar i nobelovac (* 1864.) - 1952. – Paul Eluard, francuski pjesnik (rođen 1895.) - 1962. – Niels Bohr, danski fizičar i nobelovac (* 1885.) - 1967. – Luis Somoza Debayle, nikaragvanski predsjednik (* 1922.) - 1978. – Jim Jones, vođa kulta (samoubojstvo) (* 1931.) - 1986. – Gia Carangi, američka manekenka (SIDA) (* 1960.) - 1991. – Gustáv Husák, čehoslovački predsjednik (* 1913.) - 1999. – Paul Bowles, američki romanopisac (* 1910.) - 2001. – Ela Peroci, slovenska književnica (* 1922.) - 2003. – Michael Kamen, američki skladatelj (* 1948.) - 2010. – Ivana Batušić, hrvatska romanistica, sveuč. profesorica francuskog (* 1912.) - 2017. – Malcolm Young, australski glazbenik, suosnivač AC/DC-a (* 1953.) - 2017. – Naim Süleymanoğlu, turski dizač utega (* 1967.) |

## Blagdani i spomendani
- Europski dan svjesnosti o antibioticima
- Dan posvete bazilike sv. Petra i bazilike sv. Pavla
- Dan nezavisnosti u Latviji
- Nacionalni praznik u Omanu
- Dan sjećanja na žrtvu Vukovara 1991. godine